# Паршин, Николай Алексеевич
Николай Алексеевич Паршин (род. 14 августа 1972 года в г. Волгограде) — российский политический деятель, депутат Государственной Думы VI созыва с 29 января 2014 года по 18 сентября 2016 года. Член фракции КПРФ. Член комитета Госдумы по природным ресурсам, природопользованию и экологии.

## Биография
В 1991 году окончил Волжский политехнический техникум. В 2001 году получил высшее образование, окончив факультет «Государственное и муниципальное управление» Волгоградской академии государственной службы. После окончания техникума, с 1991 по 1999 год, работал на Волжском заводе АТИ. С 1999 года по июль 2001 год занимал должность второго секретаря горкома Союза коммунистической молодёжи г. Волжского.
В декабре 2000 года участвовал в выборах в Волжский городской Совет народных депутатов, в результате выборов в Горсовет не избрался. С 2001 года работал в Волжском городском комитете Коммунистической партии РФ в должности первого секретаря. С 2001 по 2005 год работал в Комитете по молодёжной политике и патриотической работе администрации г. Волжского в должности заместителя председателя. С 2005 по 2009 год был депутатом Волжской городской Думы, являлся первым заместителем председателя. В 2009 году избран депутатом Волгоградской областной Думы по спискам партии «КПРФ», был руководителем фракции КПРФ в Волгоградской областной Думе. С 2012 года являлся Первым секретарём Волгоградского областного комитета КПРФ.
В январе 2014 года Постановлением ЦИК РФ Н. А. Паршин получил вакантный мандат, умершей в декабре 2013 года депутата Госдумы Алевтины Апариной.

## Уголовное дело и обвинение в мошенничестве
26 мая 2014 года Следственный комитет РФ заявил о том, что проводит проверку в отношении депутата Госдумы Паршина на причастность к преступлению по статье «мошенничество» на сумму 25 миллионов рублей, кроме того Следственный комитет заявил о подозрениях в отношении Паршина в том, что он взял до 10 миллионов рублей за места в партийных списках, однако своих обещаний не выполнил. 4 июля 2014 год депутат Госдумы Паршин был лишён неприкосновенности Постановлением Государственной Думы по представлению Генерального прокурора РФ. В представлении Генерального прокурора Паршин обвинялся в совершении преступления по статье 159, части четвёртой — мошенничество группой лиц по предварительному сговору в особо крупном размере.
В октябре 2014 года Следственный комитет РФ официально предъявил Николаю Паршину обвинения, суть которых сводится к тому что он участвовал в совершении мошеннических действий в составе группы. Как заявили следователи, в 2008 году глава Среднеахтубинского района Сергей Тихонов продал за 250 тысяч рублей здание бывшей школы вместе с участком. Позднее Тихонов обратился в региональные органы власти с ходатайством выкупить школу, но уже за 25 миллионов рублей. По версии следствия, задачей Паршина как депутата Областной думы было лоббирование выделения средств из регионального бюджета на выкуп школы. В свою очередь, сам Николай Паршин заявил о своей невиновности. Председатель партии Геннадий Зюганов заявил, что Паршина преследуют по политическим мотивам, а сам Николай Паршин назвал уловное дело в отношении него политическим.
В феврале 2015 года был вынесен обвинительный приговор одному из соучастников по делу Паршина — Андрею Уварову, бывшему руководителю управления финансов г. Волжского. Ранее обвинительный приговор вступил в силу в отношении Сергея Тихонова, который в итоге был приговорён к реальному лишению свободы на два года. В сентябре 2015 года Паршин был объявлен в розыск и заочно арестован, однако решение суда об аресте было позже отменено. Представитель Паршина заявил, что его доверитель никуда не скрывается, посещает заседания Госдумы и ходит на допросы в Следственный комитет в Москве.
В июне 2017 года, через полгода после окончания полномочий депутата Госдумы, Николай Паршин был снят с должности Первого секретаря Областного комитета КПРФ. По состоянию на июль 2018 года Николай Паршин находился в федеральном розыске. В январе 2019 года Николай Паршин также оставался в федеральном розыске.